# Therioaphis beijingensis
Therioaphis beijingensis är en insektsart. Therioaphis beijingensis ingår i släktet Therioaphis och familjen långrörsbladlöss. Inga underarter finns listade i Catalogue of Life.